# Whangarei
Whangarei je město na severu Severního ostrova Nového Zélandu, hlavní město regionu Northland. Ve městě v současnosti žije zhruba 52 500 obyvatel (2012).